# إعلان

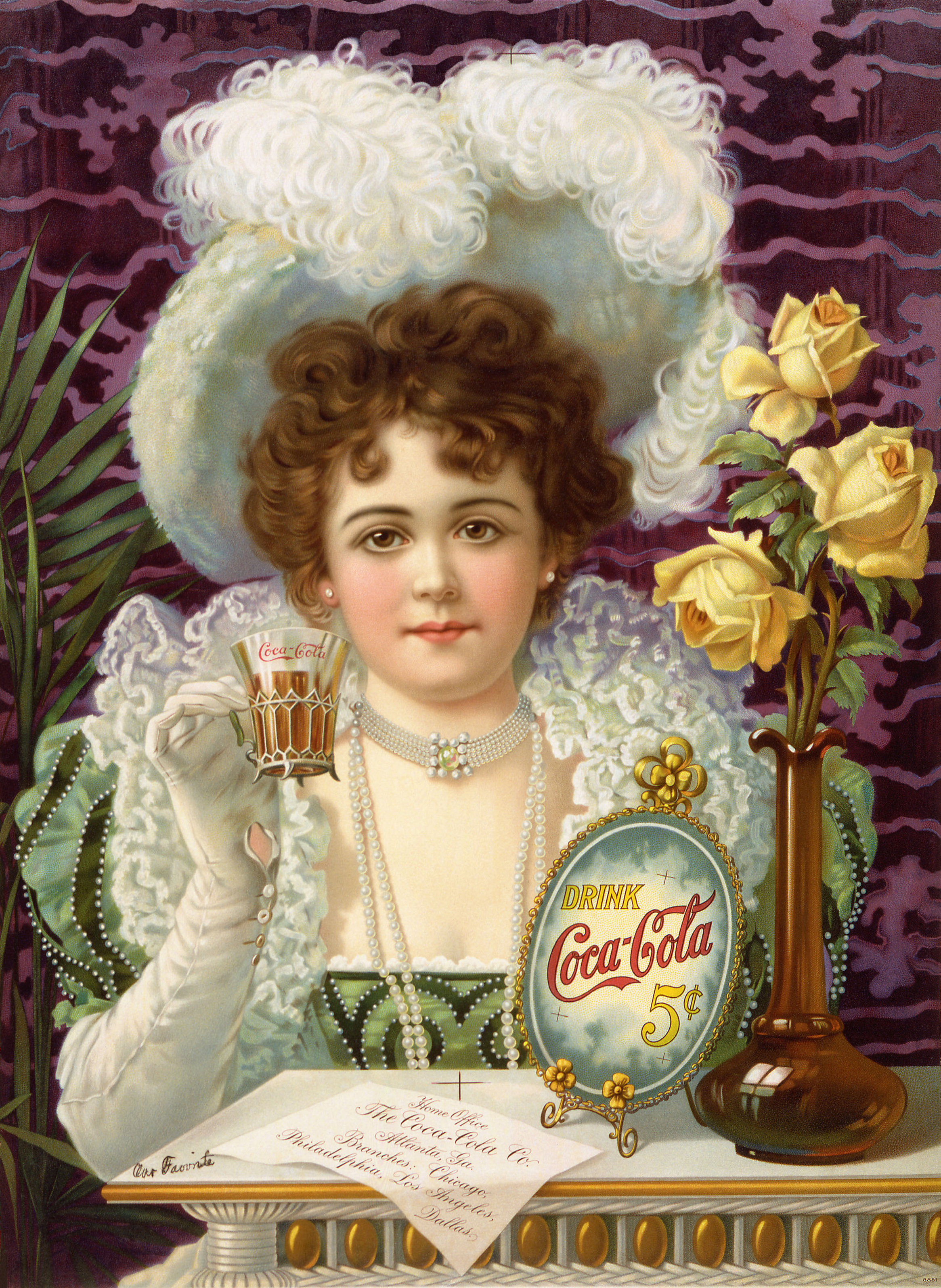
اعلان كوكاكولا من عام 1890

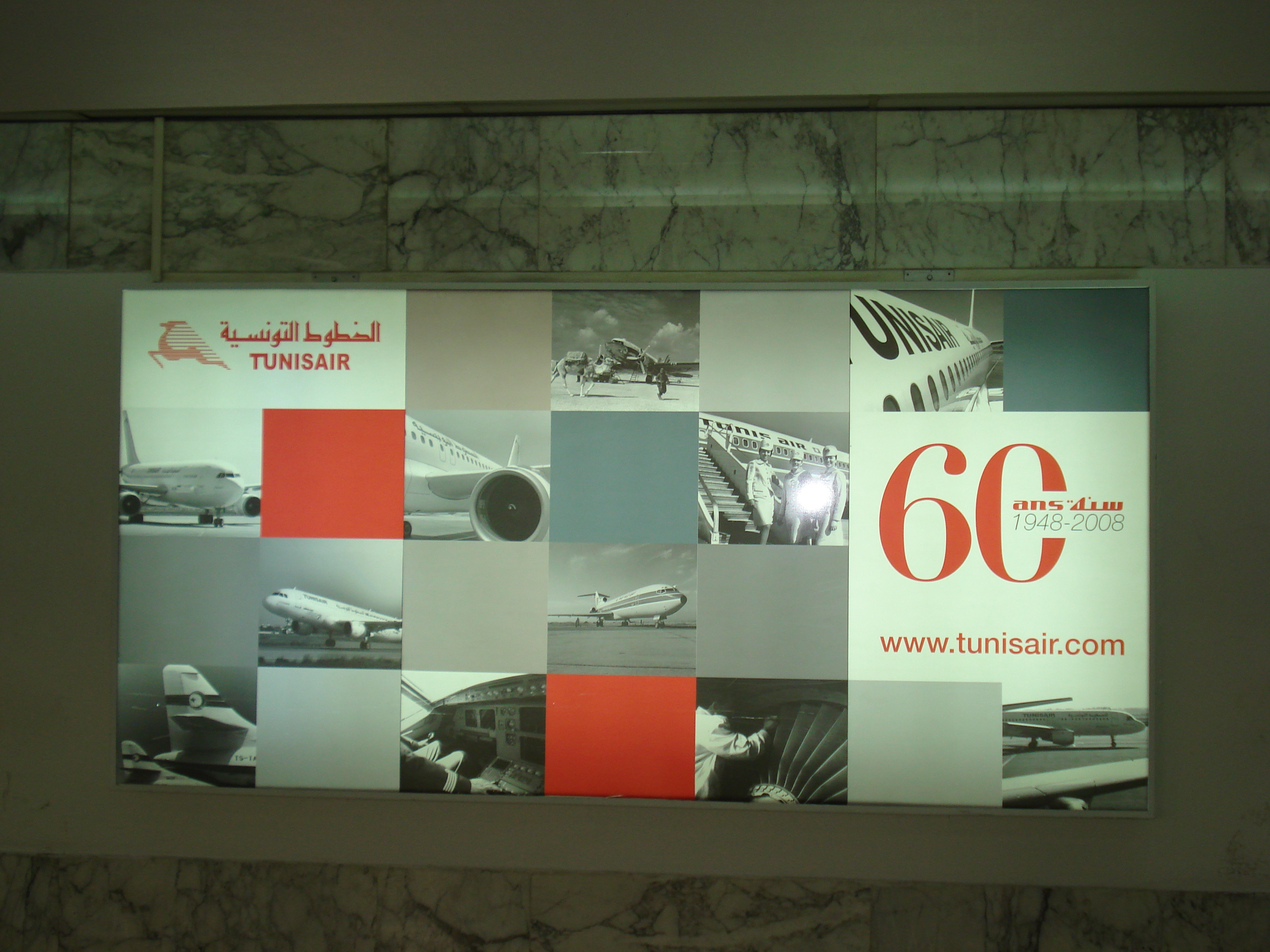
إشهار في مطار تونس قرطاج الدولي.

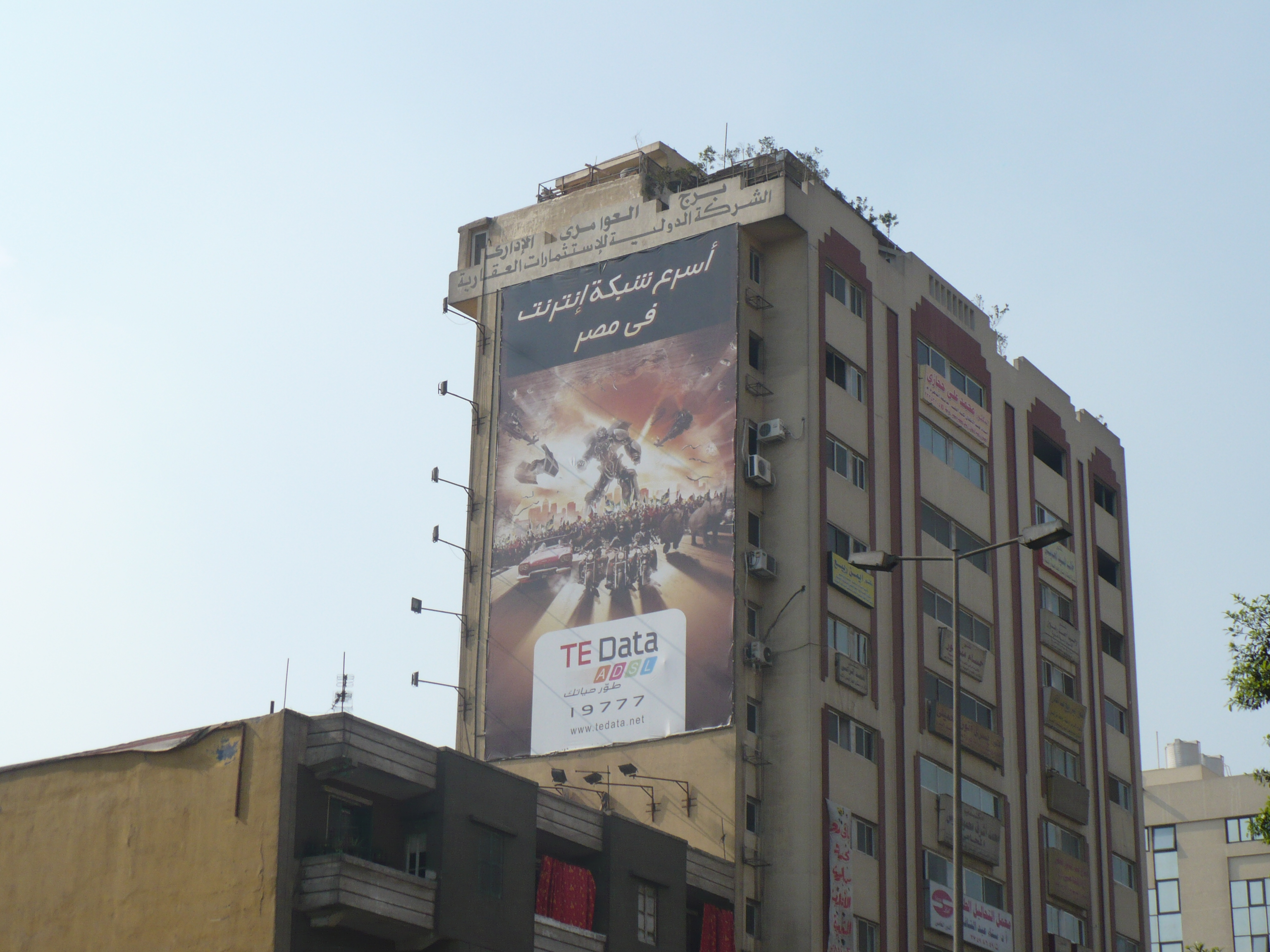
إعلان لشركة تي إي داتا على جدران إحدى عمارات القاهرة

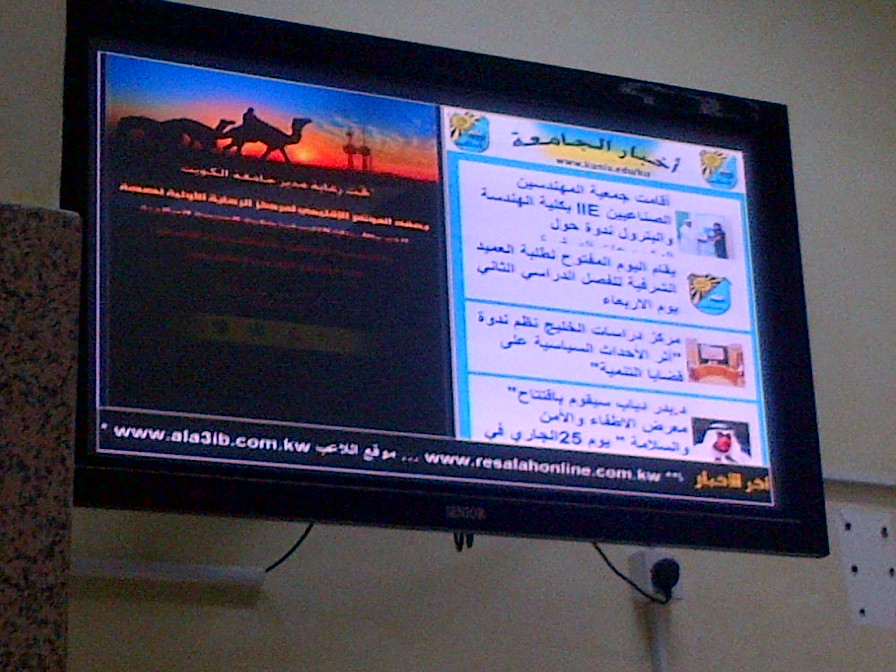
رسائل إعلانية معروضة على شاشة بجامعة كويتية.

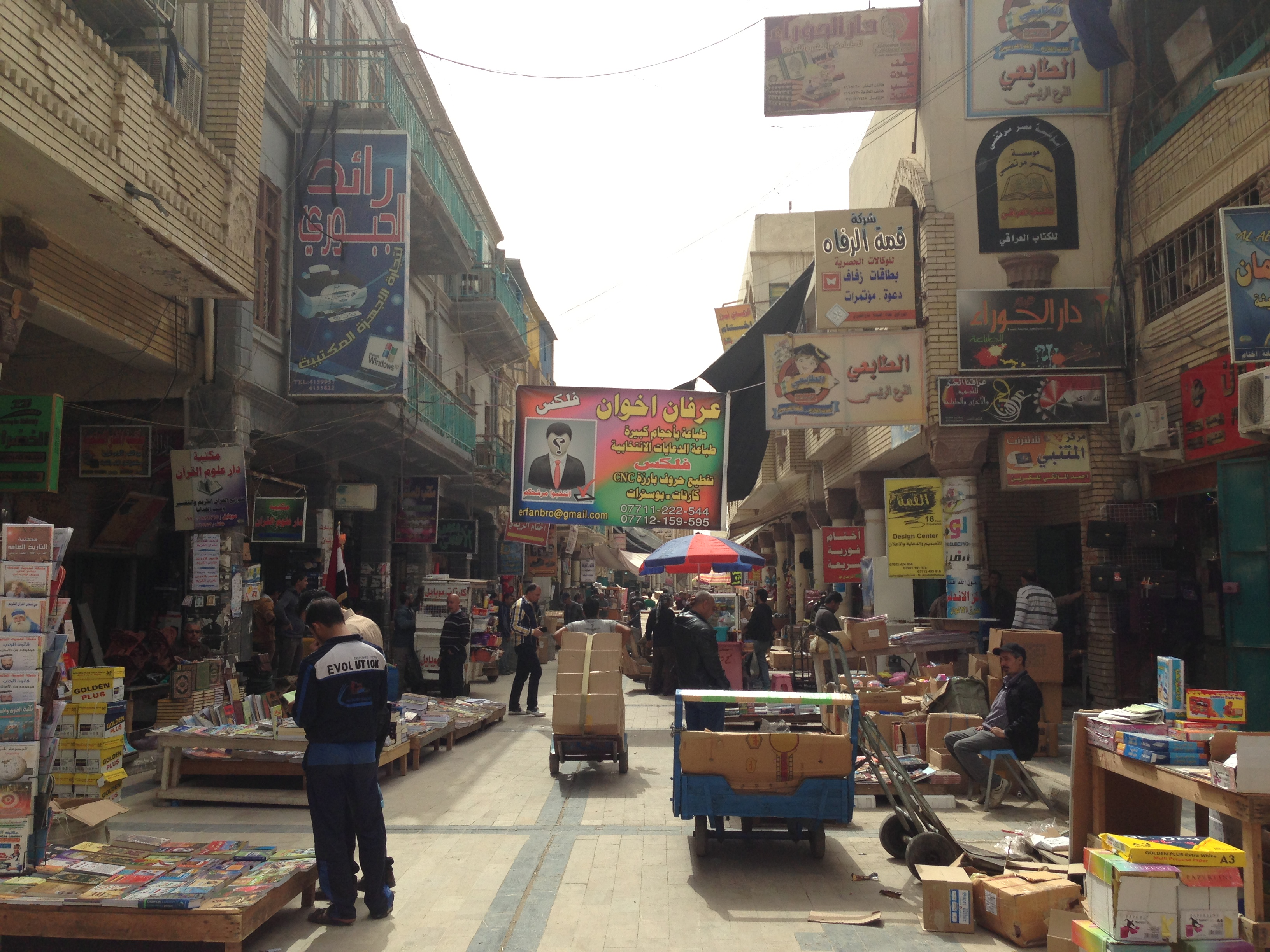
لافتات إعلانية في إحدى طرقات بغداد.

الإعلان أو الإشهار هو أحد الأنشطة الإعلامية التي لا غنى عنها للأنشطة الاقتصادية من صناعة وتجارة وخدمات وغيرها من الأنشطة الاقتصادية وكذلك بالنسبة للمؤسسات والمنظمات الخيرية وغير الربحية والتي بدون الإعلان عن مجهوداتها فلن تحصل على الدعم المجتمعي والتمويل المادي اللازم لاستمرارها في عملها وأدائها لرسالتها.
وهو أحد الأنماط التواصلية الأساسية لترويج البضائع والسلع أو الخدمات عبر الوسائط الإعلانية الشفوية، المكتوبة، المرئية، الثابثة أو المتحركة. وهو عملية اتصال إقناعي، تهدف إلى نقل التأثير عبر رسالة إشهارية من معلن إلى مستهلك بهدف إثارة دوافعه لشراء منتج، أو استعمال خدمة.

## الإعلان جزء من المزيج الترويجي[4]؟
يعتبر الإعلان جزء من نشاط متعدد العناصر وهو النشاط الترويجي ومن المعروف أن الإعلان يتفوق في حالات كثيرة لأن له مزايا عن عناصر مزيج الترويجي الأخرى وعلى الأخص إذا تعلق الأمر بالمنظمات الصناعية وذلك لأن الطبيعة الخاصة للإعلان تحقق هذا التفوق والإعلان على عكس البيع الشخصي حيث أنه يمكن تحقيق اتصال على نطاق واسع جداً في وقت محدود للغاية.
يحتل الإعلان مكانة متميزة ضمن المزيج الترويجي، بل أن أهميته تصل في بعض الحالات إلى أنه يراه البعض بكونه الكلمة المرادفة للترويج، نظراً للعمق التاريخي لهذا النشاط قياساً بالأنشطة الترويجية الأخرى ضمن المزيج.
والإعلان فن يتطور تطوراً ذاتياً بالتطور التقني الذي نصل إليه، فمع التطور الكبير الذي أحدثته الحواسيب في عالمنا اليوم، انعكس ذلك بدوره على عالم الدعاية والإعلان فأصبح تصميم الاعلانات وإخراجها به من التطور والجاذبيه الشيء الكثير.
وليست صناعة الاعلانات من الفنون المستحدثة وإنما هي قديمة قدم التاريخ، فقد بدأ الإعلان على أشكال تطورت بمرور القرون حتى أصبح فن الإعلان كما نعرفه الآن.

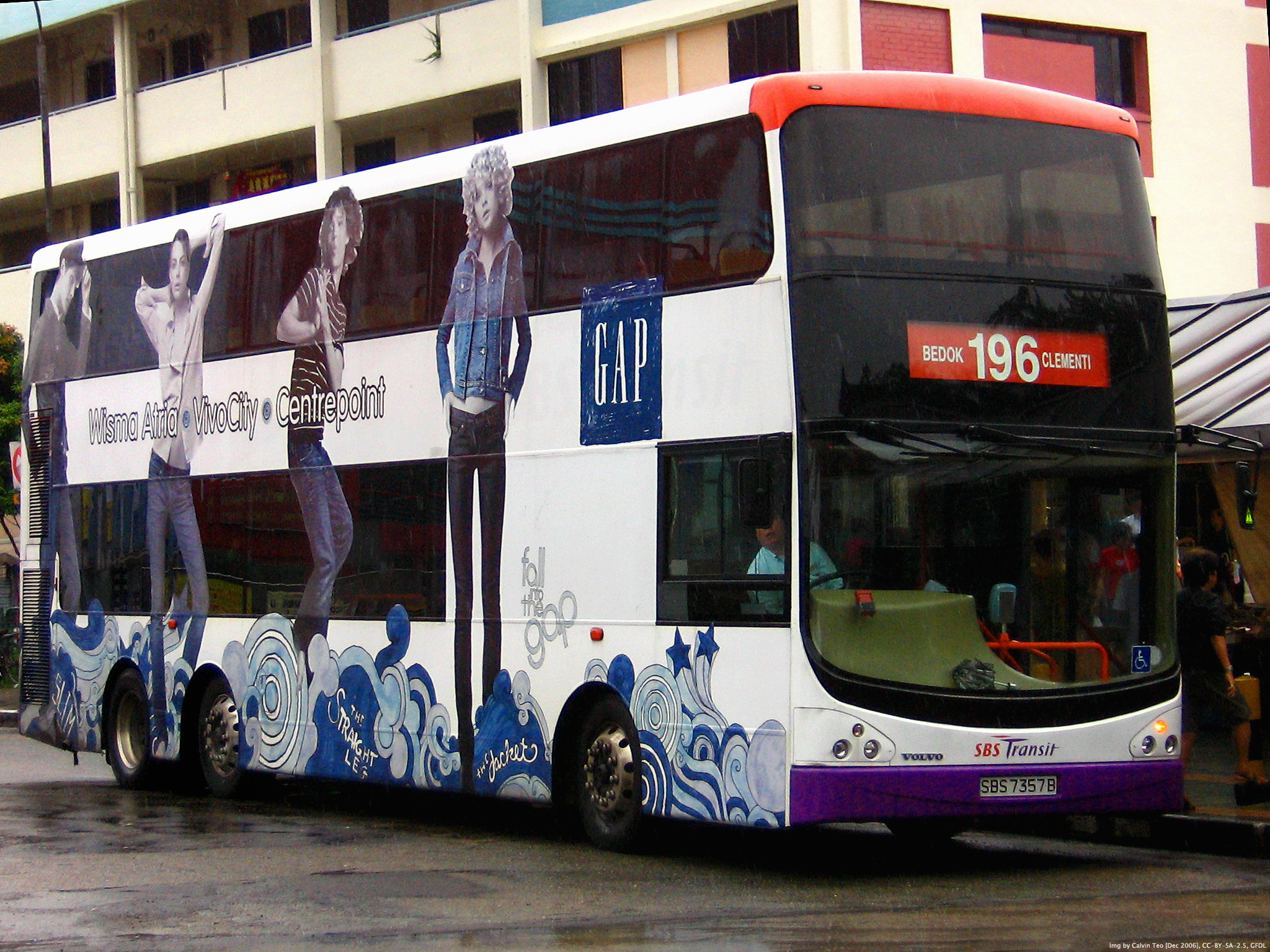
إعلانات على حافلة عامة

- الإعلانات المطبوعة، وهي الأقدم على الإطلاق بين فنون الإعلان وهي إعلانات الصحف والمجلات والدوريات والمنشورات والملصقات. وهي ما يمكن تسميته أيضاً بالإعلانات غير المباشرة، لأنه لا يمكن تحديد الفرد المستهدف منها بدقة.
- الإعلان المباشر ومنه الكتيبات والمطويات التي ترسل بالبريد لأشخاص بعينهم.
- الاعلانات الخارجية، إعلانات الشوارع والمعارض والإعلانات على جوانب الحافلات العامة.
- الإعلانات المسموعة وهي الاعلانات الاذاعية التي تبث على موجات الأثير الإذاعي.
- الاعلانات المسموعة / المرئية وهي إعلانات التلفاز وهي الأكثر انتشاراً الآن وكذلك اعلانات دور السينما.
- الإعلانات على شبكة إنترنت، (مسموع/ مرئي/ تفاعلي) وقد زادت أهميته بازدياد أهمية شبكة المعلومات العالمية كوسيط إعلامي هائل وتطورت إعلاناتها حتى وصلت إلى المستوى المتقدم الذي نراه اليوم.
- الإعلانات على شاشة الهاتف الجوال بعد ازدياد عدد مستخدميه حول العالم فأصبح وسيلة إعلانية هامة.

## تعريف الإعلان
عرفت الجمعية البريطانية: وسيلة للتعرف بسلعة أو خدمة لهدف البيع أو الشراء. عرف كروفورد: هو فن إغراء الأفراد على السلوك بطريقة معينة. عرفت جمعية التسويق الأمريكية الإعلان: وسيلة غير شخصية لتقديم الأفكار والسلع والخدمات بواسطة جهة معلومة ومقابل أجر مدفوع. عرف أوكستفيلد: هو عبارة عن عملية اتصالي تهدف إلى التأثير من البائع على المشتري على أساس غيرشخصي حيث يفصح المعلن عن شخصيته، ويتم الإتصال من خلال وسائل الاتصالات العامة.

## أنواع الإعلان
- إعلانات عن المنتج :

و هي تلك الإعلانات التي تقوم بها الشركة لأغراض تتعلق بمنتجاتها التي تتعامل بها وتنحصر توجهاتها من وراء ذلك إلى الأتي:
1. - تحقيق الطلب على المنتج
2. - زيادة في حجم المبيعات
3. - خلق الطلب في ذهنية المستهلك
4. - تعزيز مكانة العلامة التجارية لدى الجمهور
5. - تحديد المكان الذي يمكن شراء المنتج منه وتوقيت ذلك...إلخ[5]

- إعلانات عن المؤسسة ذاتها:

و تسعى المنظمة من وراء هذا النوع من الإعلانات إلى خلق صورة إيجابية عنها وعن أنشطتها التجارية وغير التجارية التي تقوم بها، وهادفة من وراء ذلك إلى تعزيز شهرتها أو مكانتها في ذهنية الزبائن، أو في تطوير علاقتها مع الأطراف المختلفة التي تتعامل معها وليس حصراً بالمستهلكين فقط حيث تمتد هذه العلاقة إلى المجهزون، العاملون في القناة التوزيعية، المساهمون، العاملون في المنظمة، وعامة المجتمع.

## أطراف العملية الإعلانية
هناك 3 أطراف أساسية في العملية الاعلانية:
1. معلن (شركة تنتج أو جمعية غير ربحية ذات أهداف مجتمعية - أو مشاريع قومية).
2. وكالات وشركات الإعلان (الوسيط المتولي وصل المعلن بالشريحة المستهدفة عبر وسائله الإعلانية).
3. شريحة مستهدفة (فئة من الناس - كل الناس).

## ما الذي تقوم به تحديداً ؟
- تصميم الإعلانات الخاصة بالشركات والمؤسسات من الشعارات والعلامات المميزة والتغليف التي يخرج بها المنتج للجمهور وتعديل شكله إن لزم الأمر في بعض الأحيان·
- تصميم شكل وكثافة واتجاه الحملات الإعلانية الموجهة * حجز وشراء المساحات الإعلانية في الجرائد والمجلات والتلفاز ووسائل الإعلام الأخرى لصالح الشركات لقاء نسبة من سعر المساحة الأصلي تصل إلى 14%، وهذه النسبة هي فرق البيع أو الخصم الذي تحصل عليه الوكالة من ثمن المساحة الاعلانية الأصلي
- تقوم وكالات الإعلان بشراء بعض المساحات في الجرائد مقدماً وتكون صاحبة امتيازها للتصرف بها كيف تشاء بعيداًعن تصرف الجريدة أو المجلة·
- تصميم وتنظيم المناسبات الخاصة بالشركات من معارض ··إلخ
- تقديم الخدمات الاستشارية فيما يتعلق باتجاه وحجم النشاط الإعلاني لمؤسسة ما
- من أجل تقديم الخدمات الاستشارية، ينبغي القيام بالكثير من الأبحاث التسويقية التي تجس نبض السوق ومدى احتياجه لخدمات ومنتجات الشركة·
- إصدار النشرات والأخبار الصحفية في الصحف والمجلات عن المنتجات والشركات.

## مجال عمل وكالات الإعلان
- النشاط الإعلاني في وسائل الإعلان المختلفة
- العلاقات العامة
- الخدمات الاستشارية والاعلامية

## هدفالحملات الإعلانية
- تهدف الحملات الإعلانية إلى التعريف بالمنتجات والخدمات الجديدة أو القائمة بالفعل
- حث المتلقي على التجربة
- الحفاظ على ولاء المستهلك للمنتج أو السلعة
- الحفاظ على مكانة المنتجات حتى لا يأخذ مكانتها المنافسون
- الحفاظ على العملاء الحاليين وكسب عملاء جدد
- التعريف العميق بالمنتج وتوضيح كيفية الاستفادة القصوى منه
- تعزيز صورة الشركات والمؤسسات في أذهان المجتمع
- زيادة المبيعات هو الهدف النهائي

## متى تلجأ الشركات لوكالات الإعلان ؟
- تلجأ الشركات لوكالات الإعلان في الحالات التالية :
- دخول سوق جديد يلزمه الكثير من التمهيد والإعلان
- تقديم منتج جديد
- إعطاء دفعة لتنشيط منتج موجود بالفعل في السوق
- عند دخول منافسين جدد في السوق من نفس المجال

## من يقوم بالإعلان
- وكالات الإعلان المستقلة
- أقسام الإعلان بالشركات الكبرى
- أقسام العلاقات العامة بالشركات والمؤسسات
- الجرائد والمجلات ودور النشر
- المكاتب المتخصصة في الإعلان

## إعلانات الشوارع

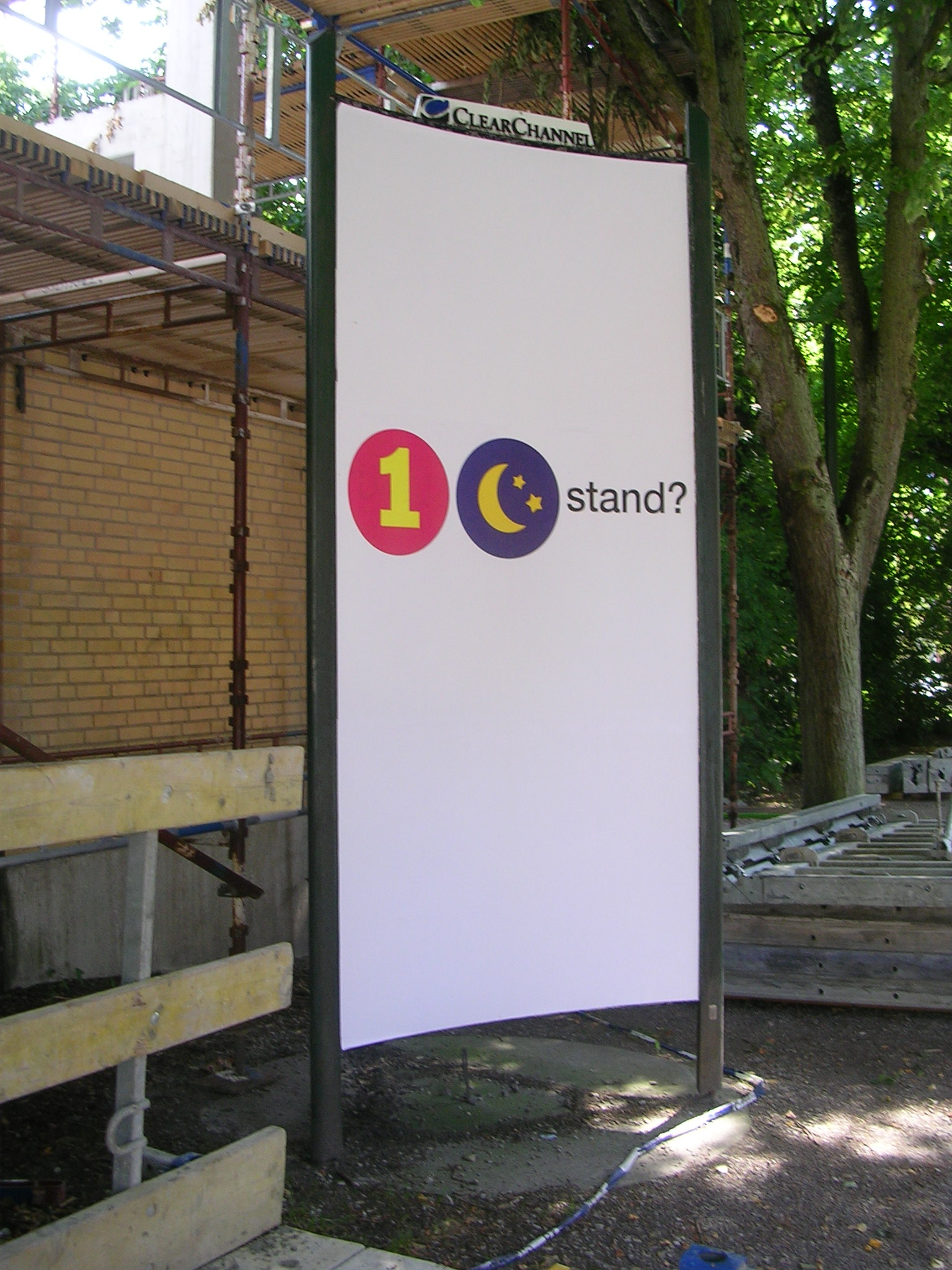
إعلان عن موتيل في السويد يقدم الإقامة لليلة واحدة - لاحظ استخدام الرموز بدلاً من الكلمات

- هناك وكالات وشركات إعلان متخصصة تقوم بتأجير مساحات الشوارع لوكالات الإعلان والشركات الأخرى، على حسب المدة والمساحة وتميز المكان وإمكانية المشاهدة الجماهيرية الواسعة له من اتجاهات وزوايا الطريق المختلفة وتكون لديها فرق متخصصة لمسح الشوارع والمناطق واختيار الأماكن المميزة ·
- بعد ذلك تأتي مرحلة السعي للحصول على امتياز هذه المنطقة، لتأجيرها للشركات الكبرى

## من يقوم بالأبحاث التسويقية ؟
- وكالات وشركات متخصصة في تقديم خدمات البحث التسويقي
- أقسام الأبحاث بوكالات الدعاية والإعلان

## من يعمل في وكالات الإعلان ؟
- مسئولو التخطيط الاستراتيجي والأبحاث التسويقية
- مصممو الإعلانات
- كتاب النصوص الاعلانية وكتاب الأغاني
- المخرجون الفنيون
- مسؤولو الطباعة
- المخرجون
- المصورون
- مسؤولو خدمة العملاء Client Servicing : ويقوم كل واحد منهم برعاية مصالح شركة معينة وإدارة شؤونها الإعلانية وعملهم يقتضي التنسيق بين جهود كل هؤلاء من أجل إخراج العمل في الوقت وطبقاً للميزانية المحددة من قبل العميل·
- الموديلات أو الممثلون الذين يظهرون في الإعلانات المطبوعة أو المتلفزة وهم يعملون بالقطعة وليس لهم وظيفة ثابتة بالوكالة- وقد يكونون من المشاهير الذين يتم الاستعانة بهم لقاء أجر كبير، يفوق مشاركتهم في عمل فني·
- المنسقون الإعلانيون الذين يكونون على اتصال دائم بوسائل الإعلام للتنسيق حول نشر وعرض الاعلانات
- المحاسبون الذين يصدرون الفواتير الخاصة بكل خدمة من الخدمات ويتابعون حساباتها مع مسؤولي خدمة العملاء
- موظفو المتابعة والتنسيق الإعلامي، ومهمتهم متابعة الإعلانات في الجرائد ووسائل الإعلام، لصالح قسم المحاسبة وقسم الأبحاث التسويقية بالوكالة
- مسؤولو العلاقات العامة والمندوبين الذين يقومون بتخليص وأنهاء الإجراءات الرسمية ومنها تصاريح النشر ··إلخ

## كيف تخرج الأفكار الإعلانية ؟

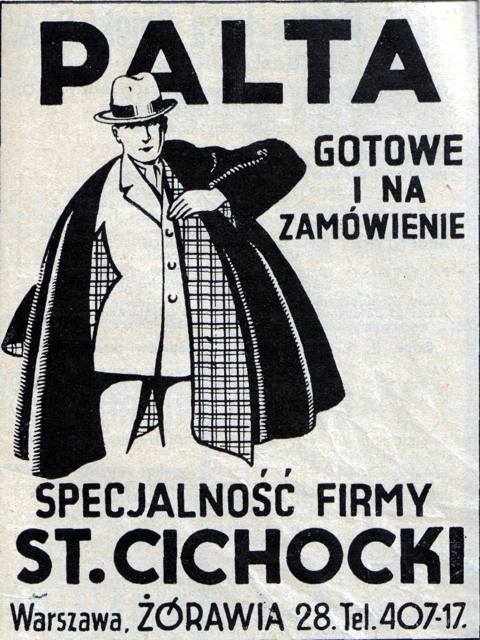
إعلان بولندي من عام 1937

لا تخرج الأفكار الإعلانية بسهولة كما يراها المستهلك، وإنما خلفها عمل كثير، وتبدأ بمسؤولي التخطيط الاستراتيجي والدراسات التسويقية الذين يقيمون السوق وإمكانيات العمل، مروراً بالمخرجين الفنيين وكتاب النصوص الذين يضعون أفكاراً للإعلان، وعندها يبدأ عمل المصممين، للتصميم وفق الأفكار المتفق عليها لسير وطريقة الإعلان التي تم الاتفاق عليها · وعند انتهاء التصميم، يتم العرض على العميل (الشركة أو المؤسسة) لأخذ الموافقة عليها أوإجراء التعديلات أو حتى البحث عن أفكار أخرى إن لم تروق لهم، فميزانية الإعلان بالشركات تكون كبيرة وموزعة على مدار العام، ولابد من صرفها على الوجه المناسب..

## كيف تقاس الإعلانات في وسائل الإعلام ؟
- تقاس الإعلانات المطبوعة بالسنتيميتر مضروباً في عدد الأعمدة - وتتراوح بين اللون الأبيض والأسود وحتى الكاملة اللون - ومكان الصفحة وموضع الإعلان له أهمية في تحديد ثمن السعر، كلما كان المكان أفضل، زاد السعر·
- تقاس إعلانات المرناة (التلفاز) والمذياع بالدقيقة - 30 ثانية /60 ثانية - وكذلك كلما كان وقت العرض أفضل، حيث يتوقع أن تزيد نسبة المشاهدة الجماهيرية، زاد السعر

## ما هي الدعاية[6]
الدعاية هي كيفية التأثير على آراء ومعتقدات الجماهير لكي تجعلها تتخذ شكلاً معيناً نحو نظام أو مذهب بصورة إيجابية أو صورة سلبية وذلك بهدف تهيئة نفسيات الأفراد لكي يقبلوا وجهات النظر التي تدعو لها وفي بعض الأحيان تلجأ إلى تشويه الحقائق وتحريفها ومن الملاحظ هنا مساحة عدم الالتزام بالحقيقة والموضوعية

## ما هي أنواع الدعاية ؟
- الدعاية البيضاء

هي الدعاية التي تتسم بالعلنية من أجل هدف محدد وهدفها هو إعلام الشعوب الآخرى الأجنبية بنواحي التقدم وبالمشاريع الرائدة فيها وذلك من أجل إيجاد وخلق نوع من التفاهم والالتقاء الفكري والنفسي القائم على المعرفة مما جعلها تصبح قريبة من الإعلام على الرغم من أن الإعلام لا يجري وراء مصلحة طرف ما
- الدعاية السوداء

هي الدعاية التي لا تكشف عن مصادرها الحقيقية وتنمو داخل المجتمعات المستهدفة أو بالقرب منها بطرق سرية مما يجعلها تستطيع تحقيق أهدافها وغالباً تتسبب في إشاعة البلبلة والتشكيك في السلطة الحاكمة والتحريض على العصيان ورفض الأوضاع السائدة مما يؤدي إلى خلخلة الرأي العام وجعله منقسماً معتمدة تلك الدعاية على ترويج الإشاعات والأكاذيب ونشر الأخبار الكاذية وتستخدم تلك الدعاية بين الأنظمة والقوى المعادية لها داخلياً أو خارجياً
- الدعاية الرمادية

هي التي تختفي وراء هدف معين وتعمل بطريقة غير مباشرة من خلال مصادر متنوعة ولا تخشى الإفصاح عن مصادرها
- الدعاية الكامنة

وهي دعاية غير معروفة المصدر أو الهدف وغير معروفة وغير معلنة وتعمل دون أن يشعر الجمهور بأن هناك من يستهدفه ويحاول التأثير عليه وتنتشر تلك الدعاية أثناء الحروب والكوارث
- الدعاية الظاهرة

ومن اسمها يتضح انها معلومة المصدر على الرغم من أن ليس هناك مانع أن يكون جانب منها غير معلوم

## على أي شيء تعتمد الوكالات في استمراريتها ؟
تعتمد الوكالات في استمراريتها على عدد العملاء الكبار (الشركات الكبرى)التي يتولون عقود إعلاناتها السنوية، وكل وكالة تحتاج لعميل كبير (بميزانية إعلانية كبيرة) ليدر بذلك الدخل على الوكالة لتغطي تكاليف تشغيلها الكبيرة، حيث تحصل الوكالة الاعلانية على نسبة تتراوح من 15 إلى 35 بالمائة من اجور الإعلان التي تنشره في وسائل الإعلان لصالح الشركات المعلنة لان وسائل الإعلان مثل الصحف والمجلات والتلفزيون تعطي الوكالات الاعلانية أسعاراً اقل من الأسعار التي تعطيها للمعلن بشكل مباشر · من المتعارف عليه أن مستحقات الدعاية والإعلان تدفع بعد 3 أشهر ·

## مع من تتعامل وكالات الإعلان ؟

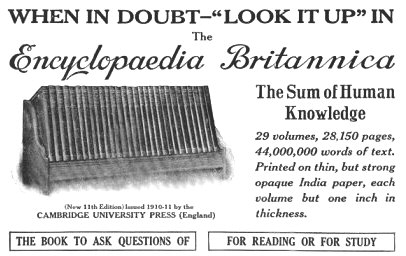
إعلان عن الموسوعة البريطانية منذ عام 1913

- المطابع
- الصحف والمجلات والدوريات المطبوعة
- متعهدو تنظيم الحفلات والمناسبات
- وكالات الأبحاث التسويقية
- شركات التوزيع
- متعهدو توريد الوجوه الجديدة
- وكالات المساحات الإعلانية
- شركات التوظيف المتخصصة

## تكرار الإعلان
إذا تعددت وسائل الإعلان، يحرص أصحاب الإعلان على تجنب الدعاية في موقعين لهما جمهور واحد ويُسمّى هذا "ازدواجية القرّاء"، لأنه فيه تكلفة إعلانين يقرؤهما نفس الجمهور المتلقين.